# Goedereede
Goedereede  è una località olandese situata nel comune di Goeree-Overflakkee nella provincia dell'Olanda Meridionale. Ha costituito un comune autonomo fino al 2012.